# Frații lui Isus din Nazaret
Frații lui Isus din Nazaret (greacă: ἀδελφοί, translit. adelphoí, lit. 'din același uter, frați') sunt enumerați în Noul Testament în evangheliile sinoptice ale lui Marcu și Matei. Evanghelia lui Marcu numește patru frați ai lui Isus din Nazaret (Iacob, Iosif/Iosie, Iuda și Simon) și menționează existența unor surori, fără să le numească. Episodul relatat de evanghelia după Marcu (Marcu 6,3) este introducerea la constatarea făcută de personal de Isus, că „nicăieri un profet nu are mai puțină autoritate ca în țara sa, la rudele sale și în familia sa” (Marcu 6,4).
Cel mai important dintre frații lui Isus din Nazaret a fost Iacob, pe care Pavel îl numește „fratele Domnului”. Acesta a fost unul din conducătorii grupării conservatoare, înrădăcinate în iudaism, a discipolilor lui Isus din Nazaret, grupare intrată în conflict cu gruparea înrădăcinată în elenism, din jurul lui Pavel din Tars.
Anumiți exegeți susțin că rudele lui Isus ar fi ocupat poziții speciale în biserica creștină timpurie. 
În secolul al III-lea, rudele de sânge ale lui Isus, fără să fie desemnate ca „frați”, erau numite desposyni, de la grecescul δεσπόσυνοι, plural lui δεσπόσυνος, ceea ce înseamnă „ai învățătorului sau aparținând Domnului”. Expresia este folosită de Sextus Julius Africanus, un istoric de la începutul secolului al III-lea.
Datorită  lipsei indiciilor și polisemiei cuvântului „frate” în limbile semitice, au fost propuse următoarele interpretări, susținute de-a lungul timpului de diverși teologi sau istorici:
- Că erau frați de sânge ai lui Isus, copii ai Mariei și ai lui Iosif;
- Că erau frați vitregi ai lui Isus, copiii lui Iosif dintr-o căsătorie anterioară a acestuia;
- Că erau veri ai lui Isus.

## Frații și surorile lui Isus
Isus Hristos  a avut „frați și surori”, după cum menționează evangheliile lui Marcu 6:3 și Matei 13:55-56. Evangheliile canonice numesc patru frați, Iacob, Iosif, Iuda, și Simon, dar numai Iacob este mai bine cunoscut. După moartea lui Isus, Iacov (Iacob), „fratele Domnului”,  a rămas liderul  comunității din Ierusalim  și este posibil ca rudele lui Isus să fi ocupat poziții de conducere similare în zonele din apropierea Ierusalimului.
Interpretarea literală a ceea ce este scris în Noul Testament este aceea că rudele lui Isus erau fie copiii lui Iosif, fie ai Mariei, fie ai amândurora. Această ultimă interpretare a fost acceptată de anumiți membri ai bisericii primare, cum ar fi Tertulian. Mai târziu ortodocșii i-au etichetat pe susținătorii acestei teorii ca „Antidicomarianites” („Anti-Maria”), atunci când biserica a fost condusă de episcopul Bonosus, de Jovinian, sau de alți învățători ariani cum ar fi Photinus. Când Helvidius a pus în discuție în secolul 4, fecioria Mariei de după nașterea lui Isus , Ieronim, reprezentând se pare consensul bisericii, a menținut doctrina conform căreia Maria a rămas pentru totdeauna fecioară; susținând că aceia care sunt numiți frați și surori ai lui Isus erau de fapt copiii unei surori, o altă Maria, considerată soția lui Clopas. Termenii „frați” și „surori” folosiți în acest context pot fi interpretați în diferite moduri, și s-au adus argumente că ar fi copiii lui Iosif dintr-o căsătorie anterioară (conform lui Epifanie al Salaminei), copiii unei surori a Mariei (conform lui Ieronim), sau copii lui Clopas, care conform lui Hegesippus era fratele lui Iosif,  sau a unei femei care nu a fost sora Mariei, mama lui Isus (ipoteză modernă). Anumiți critici specialiști susțin că doctrina pururei feciorii conține o recunoaștere marginală a faptului că Isus avea rude de sânge.

## Ca lideri ai bisericilor
Conform Evangheliei lui Marcu, mama și frații lui Isus au fost la început sceptici cu privire la misiunea  lui Isus dar mai târziu s-au alăturat mișcării creștine. Sfântul Iacob, „fratele Domnului”, a condus biserica din Ierusalim după plecarea în misiune a apostolilor.  Este posibil ca rudele lui Isus să fi avut anumite funcții de conducere printre comunitățile creștine învecinate ale Ierusalimului până ce evreii au fost expulzați din Ierusalim prin contrucția Aelia Capitolina(c.131). În mod tradițional se crede că evreii creștini au așteptat  sfârșitul războaielor dintre evrei și romani (66-135)  în Pella, Decapolis. Sinedriul din Ierusalim a fost mutat la Jamnia undeva în jurul anului 70.
În perioada de început, Iacob, cunoscut ca „fratele Domnului”, despre care se spune că a fost binecuvântat cu o apariție specială a lui Isus înviat, era, împreună cu Petru, unul din conducătorii bisericii din Ierusalim, și, când Petru a plecat, a devenit autoritatea principală  și era una din personalitățile respectate de către evreii creștini. Hegesippus consemnează că a fost executat de către Sinedriu în 62.
Consemnările lui  Sextus Julius Africanus cu privire la „Desposyni” (rudele de sânge ale lui Isus) s-au păstrat în Istoria ecleziastică a lui Eusebiu al Cezareei.
Eusebiu de asemenea a păstrat și un extras dintr-o lucrare a lui Hegesippus (110-180), care a scris 5 cărți (acum pierdute, cu excepția citatelor lui Eusebiu) ale Comentariilor asupra Actelor bisericii. Aceste citate fac referire la perioada  domniei lui Domițian (81-96) și a lui Traian (98-117), conținând și declarația a doi Desposyni ai lui Isus în fața lui Domițian, ce mai târziu au devenit lideri ai bisericilor.

## Grade de rudenie între Isus și frații săi
Noul Testament numește pe  Iacov cel Drept, Iosif, Simon, și Iuda ca frați (în greacă adelphoi) ai lui  Isus (Marcu 6:3, Matei 13:55, Ioan 7:3, Fapte 1:14, 1 Corinteni:9:5).
Etimologia cuvântului „frate” (a-delphos), vine din expresia „ai aceluiași pântec” ("a-delphys"), deși în Noul Testament  înțelesul creștin și iudeu al cuvântului „frați” este mult mai larg. Tradiția creștină consemnează o dispută încă de la început asupra înțelesului termenului adelphos, care poate fi de frați buni, frați numai după un părinte sau chiar frați vitregi sau veri. Conform anumitor cercetători, cel mai natural înțeles al termenului adelphoi  ar fi acela de copii ai Mariei și ai lui Iosif născuți după Isus; Tertulian, eventual Hegesippus și Helvidius, acceptă aceasta viziune.  În susținerea acestei teze se argumentează uneori că Iacov (Jacob Iakobos)  ca frate mai mare ia numele după tată al lui Iosif (tot Iacob, Iakobos, conform genealogiei lui Isus din evanghelia lui Matei), în timpurile biblice nepoții uneori fiind botezați cu numele bunicului. Totuși, conform protoevangheliei despre copilăria lui Isus sau evangheliei apocrife Istoria lui Iosif tâmplarul, Iacob nu era cel mai mare dintre frați, ci cel mai mic, fiind și motivul pentru care copilul Isus ajunge în grija sa.
Termenul „frate” (adelphos) se deosebește în greacă de „văr” (anepsios), iar cronicarul creștin Hegesippus face distincție între cei care erau „veri” ai lui Isus (anepsioi) și „frații” săi.

### Relațiile dintre frații lui Isus și Fecioara Maria
Începând cu secolul al IIII-lea, doctrina pururei feciorii a Mariei a fost bine stabilită și apărată de către Hippolytus, Eusebiu din Cezareea și Epifanie de Salamina, teologi importanți ai creștinismului timpuriu. Astfel cea mai mare parte a bisericii nu a acceptat ideea că Maria ar fi putut să aibă alți copii în afară de Isus. Eusebiu din Cezareea și Epifanie de Salamina susțin că acești bărbați erau copiii lui Iosif dintr-o căsătorie anterioară. Ieronim, un alt important teolog al perioadei de început a creștinismului, susține de asemenea doctrina pururei feciorii a Mariei, dar argumentează ca acești adelphoi  erau copiii unei surori a Mariei, pe care Ieronim o identifică ca fiind Maria lui Cleopa. Dicționarul Oxford al bisericilor creștine menționează că un cercetător modern, pe care nu îl numește, sugerează că  acești bărbați erau fii lui Cleopa (fratele lui Iosif conform lui Hegesippus) și ai Mariei, soția lui Cleopa (nu neapărat o soră a Mariei, mama lui Isus).
Doctrina oficială a bisericii romano-catolice, precum și a celei ortodoxe, este aceea că Maria a fost pururea fecioară; această credință a fost de asemenea păstrată de către mulți din fondatorii protestantismului, inclusiv Luther și Zwingli, ca și de către John Wesley, un lider al bisericii metodiste din secolul XVIII. Într-adevăr se pare că majoritatea credincioșilor din perioada de început a creștinismului nu au pus la îndoială această doctrină. Biserica romano catolică, citând pe Ieronim, susține că adelphoi, erau verii lui Isus, dar biserica ortodoxă de răsărit,  citând pe Eusebiu din Cezareea și Epifanie de Salamina, susține că aceștia erau copiii lui Iosif avuți cu o primă soție ce a murit.
Protestantismul modern în parte consideră că  adelphoi  sunt doar pe jumătate frați ai lui Isus, iar în parte nu se pronunță asupra subiectului, deoarece consemnările evangheliilor nu vorbesc de nici o înrudire a Mariei cu aceștia, ci numai cu Isus. Din lipsă de susținere de către Scriptură majoritatea protestanților au abandonat dogma pururei feciorii a Mariei.
În Geneză, toți ceilalți fii ai lui Iacob sunt în mod repetat numiți frați ai lui Iosif, deși nu toți aveau aceiași mamă. În mod similar în cartea a doua a lui Samuel (II Regi), Tamar este descrisă ca soră atât a lui  Amnon cât și a lui Absalom, deși aceștia erau copii lui David concepuți cu mame diferite.
Un număr redus al grupurilor creștine timpurii, cum ar fi ebioniții, resping credința în nașterea miraculoasă a lui Isus ce presupune păstrarea fecioriei Mariei, și susțin că Iosif era tatăl biologic al lui Isus, considerând că frații lui Isus sunt frați buni.
Cercetătorii Seminarului lui Isus susțin că doctrina pururei feciorii a Mariei a împiedicat recunoașterea faptului că Isus a avut frați și surori depline.

## Arborele genealogic
Pe lângă genealogiile lui Isus prezentate în Evanghelia după Luca și Evanghelia după Matei, au existat câteva încercări de a stabili arborele genealogic al familiei nucleare a lui Isus:
Diagrama de mai jos le aparține lui John J. Rousseau și Rami Arav (editată de Augsburg Fortress, editura oficială a Bisericii Evanghelice Luterane din SUA, în 1995; vezi "From Jesus to Christ: Jesus' Family Tree" (De la Isus la Hristos: Arborele genealogic al lui Isus). Ea urmează o interpretare tradițională protestantă  conform căreia Maria și Iosif au avut relații sexuale după nașterea lui Isus, iar frații și surorile menționați sunt cei născuți în cei cel puțin doisprezece ani pe care i-a trăit Iosif după nașterea lui Isus, înainte de ipotetica văduvie a Mariei la vremea crucificării lui Isus. Totuși nu există vreo mențiune a altor copii mergând cu caravana împreună cu Maria și Iosif în relatarea din Luca 2 a călătoriei către Templu atunci când Isus era în vârstă de doisprezece ani.
```
      __________________________________________
      |                                        |
      |                                        |
 Maria=Iosif                                   Cleopas=Maria
     |                                                |
     |______________________________________          |
     |    |     |     |     |      |      |           Simeon
     |    |     |     |     |      |      |           d. 106
    Isus Iacob Iose Simon soră    soră   Iuda
          d.62                             |
            |                            Menahem
          Iuda                           ____|____
            |                            |        |
         Elzas                       Iacob     Zoker
            |                                 ?
          Nascien                             |
                                             Episcopul Iuda Chiriakos
                                         fl.cca.148-149.
```

Cea mai veche consemnare ce s-a păstrat a acestei credințe aparține lui Tertulian(150-230) , primul „protestant” consemnat de istorie. Tertulian credea în conceperea miraculoasă a lui Isus dar nu și în castitatea de după naștere a Mariei. El este invocat mai târziu de către Helvidius(340 – 390), care primește replica lui Ieronim (347 –420):

„Helvidius îl invocă pe Tertulian ca martor și îl citează pe Victorinus, episcop în Petavium. Despre Tertulian nu spun mai mult decât că nu aparținea bisericii. Iar în privința lui Victorinus, susțin ceea ce evangheliile arată – că vorbește despre frații Domnului nu ca fiind copii ai Mariei ci frați în sensul în care am explicat, prin înrudire, nu de sânge”.(Against Helvidius: The Perpetual Virginity of Mary 19 [A.D. 383])

Tertulian a fost numit „părintele creștinătății apusene” și „fondatorul teologiei vestice”.

### Teoria lui James Tabor
Următoarea schemă este încercarea de reconstrucție a lui James Tabor. Acest punct de vedere nu are prea mare susținere din partea cercetătorilor.
```
                          Matthat bar Levi
                                  |
        Eleazar                   |
        |                     Eli/Eliachim
        |                           |
        Matthan             ________|____________
        |                   |                   |
        |                   |                   |
    Maria + DUMNEZEU    = Iosif (primul) =   Clophas (al doilea)
          |                                     |
          |              _______________________|___________
          Isus           |      |     |      |      |     |
    5 î.e.n. - 28 e.n.   |      |     |      |      |     |
                       Iacob  Iose  Iuda  Simon  Maria  Salomeea
                            d. 62     |   d. 101
                                  ____|____
                                 |         |
                                 |         |
                             Zaharia     Iacob
                           în viață în timpul domniei lui 
Domițian
```

## Relații de familie, conform Noului Testament
Conform evangheliilor sinoptice, în special Evanghelia după Marcu, Isus predica într-o mare mulțime din apropierea casei familiei sale, ceea ce le-a atras atenția, așa că ea a venit să-l vadă, iar  „ei” (nu e specificat cine dintre ei) au spus că Isus „și-a ieșit din minți”.
„Au venit în casă, și s'a adunat din nou norodul, așa că nu puteau nici măcar să prînzească. Rudele lui Isus, cînd au auzit cele ce se petreceau, au venit să pună mîna pe El. Căci ziceau: ,,Și -a ieșit din minți.``”—Marcu 3:20-21
În narațiunea din evangheliile sinoptice și Evanghelia după Toma, când Maria și adelphoi sunt afara casei în care predica Isus, Isus spune mulțimii că oricine face voia lui Dumnezeu va conta drept mama sa și adelphoi ai săi. Conform lui Kilgallen, răspunsul lui Isus a fost un fel de a sublinia că viața lui a fost schimbată astfel încât familia lui era mult mai puțin importantă pentru el decât cei cărora le predica despre Împărăția lui Dumnezeu. Evanghelia după Ioan afirmă că adelphoi lui Isus nu credeau în el, deoarece n-a făcut minuni în fața lor la sărbătoarea corturilor.
Unii cercetători au sugerat că reflectarea respingerii lor inițiale din Evanghelia după Marcu ar fi legată de disensiunile dintre Pavel din Tars și creștinii evrei, care prețuiau foarte mult familia lui Isus, de exemplu la Conciliul de la Ierusalim.

## Trimiteri culturale
Ideea că Isus a avut rude se întâlnește în următoarele narațiuni:
- Robert Rankin a introdus doi gemeni ai lui Isus în romanele sale; Christeen, sora geamănă a lui Isus (scoasă din Biblie deoarece Dumnezeu i-a dat lui Isus drepturi de autor) și Colin (frate pe jumătate al lui Isus, conceput când Dumnezeu își cerea scuze soției sale, Eartha, pentru însămânțarea Mariei).
- Dogma (1999) se bazează pe ideea că Isus a avut frați pe jumătate, concepuți de Maria cu Iosif, personajele filmului argumentând că era nerealist să credem că Iosif a locuit tot acel timp cu Maria fără a avea relații sexuale cu ea.
- Bunul Isus și ticălosul Hristos, bazat pe ideea că 'Isus' și 'Hristos' erau doi oameni diferiți: Isus predica mesajul în timp ce fratele său Hristos se socotea cum să exploateze acest mesaj pentru a-i manipula pe alții.
- Pitica roșie seria a X-a, episodul „Lemons” prezintă ideea că Iuda era de fapt fratele geamăn al lui Isus, care a murit în locul acestuia pentru a produce o falsă înviere și pentru a răspândi evanghelia lui Isus.